# مرتضی ضرابی
مرتضی ضرابی (زاده ۱۳ اردیبهشت ۱۳۳۵) بازیگر و چهره‌پرداز اهل ایران است.

## کارنامهٔ هنری

### سینما

#### بازیگر
- سازهای ناکوک (١٣٩٨)
- آینه شیطان (۱۳۹۶)
- جنجال در عروسی (۱۳۹۴)
- آدم باش (۱۳۹۴)
- سفر پرماجرا (۱۳۹۴)
- سگ‌های پوشالی (۱۳۹۲)
- چک (۱۳۹۰)
- باغ قرمز (۱۳۸۸)
- بعدازظهر سگی سگی (۱۳۸۸)
- خروس بی‌محل (۱۳۸۸)
- دایناسور (۱۳۸۶)
- در شهر خبری نیست، هست (۱۳۸۶)
- مسیح (۱۳۸۴)
- بشارت منجی (فیلم) (۱۳۸۳)
- سفر به شرق (۱۳۸۰)
- مه‌بانو (۱۳۸۰)
- بوی کافور، عطر یاس (۱۳۷۸)
- جنگجوی پیروز (۱۳۷۷)
- دختری با کفش‌های کتانی (۱۳۷۷)
- پشت دیوار شب (۱۳۷۶)
- قاعده بازی (۱۳۷۶)
- فصل پنجم (۱۳۷۵)
- اشک و لبخند (۱۳۷۳)
- تحفه هند (۱۳۷۳)
- بی‌تو هرگز (۱۳۷۲)
- تماس شیطانی (۱۳۷۱)
- دایان باخ (۱۳۷۱)
- دو روی سکه (۱۳۷۱)
- عیالوار (۱۳۷۱)
- آواز تهران (۱۳۷۰)
- سیرک بزرگ (۱۳۷۰)
- پرده آخر (۱۳۶۹)
- دزد عروسک‌ها (۱۳۶۸)
- دستفروش (اپیزود اول) (۱۳۶۵)
- دستفروش (اپیزود دوم) (۱۳۶۵)
- مأموریت (۱۳۶۵)

#### طراح چهره‌پردازی
- ننه نقلی (۱۳۹۰)
- عنكبوت (١٣٨٩)
- باغ قرمز (۱۳۸۸)
- خروس بی‌محل (۱۳۸۸)
- مسیح (۱۳۸۴)

#### چهره‌پرداز
- پرواز روح (۱۳۷۶)
- تویی که نمی شناختمت (۱۳۶۹)
- سفر عشق (۱۳۶۷)
- جدال در تاسوکی (۱۳۶۵)

یکی از این روزها (نمایش تلویزیونی)

### تلویزیون
| سال       | نام                                | سمت              | کارگردان              | توضیحات                                             |
| --------- | ---------------------------------- | ---------------- | --------------------- | --------------------------------------------------- |
| ١۴٠١      | آتش سرد                            | بازیگر           | رضا ابوفاضلی          |                                                     |
| ١٣٩٨      | حکایت‌های کمال                      | بازیگر           | قدرت الله صلح میرزایی |                                                     |
| ۱۳۹۳      | تله‌فیلم «شاید یک معجزه»            | طراح گریم        | کرامت پورشهسواری      |                                                     |
| ۱۳۹۳      | تله‌فیلم «راز کوچه بن‌بست»           | بازیگر           | امیرحسن ندایی         | شبکه ۱                                              |
| ۱۳۹۲      | تله‌فیلم «پر سیاوشان»               | طراح گریم        | مجتبی بیطرفان         |                                                     |
| ۱۳۹۲      | تله‌فیلم «به من اعتماد کن»          | بازیگر           | سیدعلی نیاکان         | شبکه استانی خوزستان                                 |
| ۱۳۹۰      | تله‌فیلم «طیب»                      | طراح گریم        | قدرت‌الله بزرگی        |                                                     |
| ۱۳۹۰      | تله‌فیلم «مهمان ویژه»               | بازیگر           | سیداسماعیل جلالی      |                                                     |
| ۱۳۸۹      | ‌فیلم «عنکبوت»                      | بازیگر           | مانی ارمغان           |                                                     |
| ۱۳۸۹      | تله‌فیلم «در اعماق خطوط»            | طراح گریم        | محمدصادق بکتاشیان     | به سفارش صدا و سیمای مرکز یزد                       |
| ۱۳۸۸      | تله‌فیلم «وارونگی»                  | بازیگر           | علیرضا رزازی‌فر        | شبکه ۱                                              |
| ۱۳۸۸      | تله‌فیلم «مهمان حبیب خداست»         | بازیگر طراح گریم | حسین قاسمی جامی       | در نقش «احمد»                                       |
| ۱۳۸۷      | تله‌فیلم «یاقوت سرخ»                | بازیگر           | مرتضی مؤمنی راد       | در اربعین ۸۷ از شبکه ۲ پخش شد.                      |
| ۱۳۸۷      | بشارت منجی                         | بازیگر چهره‌پرداز | نادر طالب‌زاده         | در نقش «یهودا»                                      |
| ۱۳۸۶–۱۳۸۷ | پاتوق                              | طراح گریم        | شاهین باباپور         | شبکه ۱                                              |
| ۱۳۸۶–۱۳۸۵ | شکر تلخ                            | بازیگر           | احمد کاوری            | شبکه ۲                                              |
| ۱۳۸۴      | او یک فرشته بود                    | بازیگر           | علیرضا افخمی          | در نقش «شیطان» / در رمضان ۸۴ از شبکه ۲ پخش شد.      |
| ۱۳۸۳      | فرار بزرگ                          | بازیگر           | محمدحسین لطیفی        |                                                     |
| ۱۳۷۹      | سایه‌ها                             | بازیگر           | غلامرضا رمضانی        |                                                     |
| ۱۳۷۸–۱۳۷۷ | زیر بازارچه                        | بازیگر           | رضا ژیان              | در نقش «شاگرد قهوه‌چی»                               |
| ۱۳۷۷–۱۳۷۶ | هفت‌سنگ                             | بازیگر           | عبدالرضا نواب صفوی    | این سریال یک نسخهٔ سینمایی هم دارد.                  |
| ۱۳۷۵      | شمایل                              | بازیگر           | احمد قربانی           | شبکه ۱                                              |
| ۱۳۷۵      | چشم دل                             | بازیگر           | رامین گودرزی‌نژاد      | شبکه ۱                                              |
| ۱۳۷۵      | ماجراهای خانه شماره ۱۳             | بازیگر           | اسماعیل میهن‌دوست      | در برنامه سیمای خانواده از شبکه ۱ پخش می‌شد.         |
| ۱۳۷۵      | نوعی دیگر                          | بازیگر           | بهروز بقایی           | کارگردان تلویزیونی: «منوچهر شمسایی»                 |
| ۱۳۷۳      | بهاران در بهار                     | بازیگر           | غلامرضا رمضانی        | ماه رمضان ۱۳۷۴ از شبکه ۲ پخش شد.                    |
| ۱۳۷۳      | وقت لبخند                          | بازیگر           | میراحمد سمنانی        | شبکه ۳                                              |
| ۱۳۷۳      | آوای فاخته                         | بازیگر           | بهمن زرین‌پور          | شبکه ۱                                              |
| ۱۳۷۲–۱۳۷۱ | آپارتمان                           | بازیگر           | اصغر هاشمی            | شبکه ۱                                              |
| ۱۳۷۰      | امام علی                           | بازیگر           | داوود میرباقری        | در نقش «ساحر یهودی»                                 |
| ۱۳۷۰      | فراموشخانه (فراماسونری)            | بازیگر           | عبدالرضا نواب‌صفوی     | شبکه ۱                                              |
| ۱۳۶۹      | آلبوم خانوادگی                     | بازیگر           | محمد رحمانیان         | کارگردانان تلویزیونی: «شیرین جاهد» و «اسدالله ایمن» |
| ۱۳۶۷      | تله‌تئاتر «یکی از این روزها»        | بازیگر           | فریدون فرهودی         | کارگردان تلویزیونی: «هرمز امامی»                    |
|           | یکی از این روزها (نمایش تلویزیونی) | بازیگر           |                       |                                                     |
| ۱۳۶۷      | بخش چهار جراحی                     | چهره‌پرداز        | مسعود فروتن           | نویسنده: «منیرو روانی‌پور»                           |
| ۱۳۶۶      | تله‌تئاتر «اقدام به قتل»            | بازیگر           | ابوالحسن داوودی       |                                                     |
| ۱۳۶۶      | شبکه تلویزیونی روستای کارآباد      | بازیگر           | محمدرضا پاسدار        | شبکه ۱                                              |
| ۱۳۶۵      | مدرس                               | بازیگر           | هوشنگ توکلی           | شبکه یک                                             |
| ۱۳۶۳      | محله بهداشت                        | بازیگر           | داریوش مؤدبیان        | کارگردان تلویزیونی: «حسین فردرو»                    |
| ۱۳۶۳      | طالب                               | بازیگر           | عبدالرضا اکبری        | شبکه ۱                                              |
| ۱۳۶۲–۱۳۶۱ | شاه‌شکار                            | بازیگر           | سعید نیک‌پور           | شبکه ۱                                              |
| ۱۳۶۱      | تله‌تئاتر «ایوان مدائن»             | بازیگر طراح افکت | قاسم سیف              | کارگردان تلویزیونی: «پاشا شاهنده»                   |
| ۱۳۶۱      | محله برو بیا                       | بازیگر           | داریوش مؤدبیان        | در سال ۱۳۶۲ از شبکه دوم (روزهای پنجشنبه) پخش می‌شد.  |
| ۱۳۶۰      | مثل‌آباد                            | بازیگر           | رضا ژیان              | در نقش «مار» کارگردان تلویزیونی: «مسعود فروتن»      |